# Medalla al Mérito en el Seguro
La Medalla al Mérito en el Seguro es una condecoración civil española que premia tanto a personas físicas como entidades, públicas o privadas, por su destacada labor a favor de la actividad aseguradora en el mercado, desarrollo de las disciplinas en que ésta se apoya o por su actuación o colaboración con instituciones y entidades relacionadas con ella. Esta distinción fue creada mediante el decreto de 6 de junio de 1947, que crea la Medalla al Mérito en el Seguro, decreto desarrollado por la Orden de 2 de octubre de 1947, que estableció su reglamento. El reglamento aprobado en 1947 ha sido objeto de una modificación recogida en la Orden de 1 de abril de 1967. Salvo casos excepcionales, la Medalla al Mérito en el Seguro se entrega en una ceremonia anual que tiene lugar el 14 de mayo, "Día del Seguro".

## Grados
Esta condecoración posee tres categorías: 
- Medalla de Oro
- Medalla de Plata
- Medalla de Bronce

## Desposesión de distinciones
El agraciado con cualesquiera de las categorías que haya sido sentenciado por la comisión de un delito doloso o pública y notoriamente haya incurrido en actos contrario a las razones determinantes de la concesión de la distinción podrá, en virtud de expediente iniciado de oficio o por denuncia motivada, y con intervención del Fiscal de la Real Orden, ser desposeído del título correspondiente a la distinción concedida, decisión que corresponde a quien la otorgó.